# Betty Okino
Elizabeth Anne Okino (n. 4 iunie 1975, Entebbe⁠(d), Central Region⁠(d), Uganda), cunoscută ca Betty Okino, este o actriță și fostă gimnastă americană.

## Biografie
S-a născut în Uganda, mama sa fiind româncă (Aurelia Matei) iar tatăl ugandez (Francis Carey Okino). Vorbește fluent limba română. Mai are un frate, Edward și o soră, Gloria.
În 1976 părinții ei se mută în Statele Unite ale Americii, în statul Minnesota, Betty și fratele ei sosind în anul următor. Doi ani mai târziu familia se mută în Elmhurst, statul Illinois. Acolo Betty ia lecții de dans și participă, în pereche cu fratele său, la diverse concursuri de dans, câștigând unele dintre ele.

## Cariera în gimnastică
Impresionată de succesele lui Mary Lou Retton, de la Jocurile Olimpice de vară din 1984 de la Los Angeles, Betty decide să devină gimnastă. Mama sa o antrenează la început, cu mișcări învățate din cărți, apoi o înscrie la “Illinois Gymnastics Institute”.
În 1990, la vârsta de 15 ani, se hotărăște să se mute la Houston, unde se afla școala de gimnastică a lui Béla Károlyi. Bunica ei, în vârstă de 70 de ani, se mută împreună cu ea, învățând chiar să șofeze, pentru a o duce și lua de la școală.
Cunoscând limba română, ea le spunea colegelor ce discutau despre ele Bela și Martha Károlyi; după ce au aflat că știe româna, aceștia au început să vorbească în ungurește.
Rezultate mai importante din palmares:
- În 1990 se clasează pe locul 2 la Campionatele naționale ale SUA.
- În 1991 câștigă Cupa Americii la gimnastică.
- În 1991, la Campionatele mondiale de gimnastică de la Indianapolis, câștigă medalia de bronz la bârnă și argint cu echipa.
- În 1992, la Campionatele mondiale de gimnastică de la Paris, câștigă medalia de argint la paralele.
- La Jocurile Olimpice de vară din 1992 de la Barcelona, unde a participat după ce suferise o accidentare, a câștigat bronzul cu echipa SUA, locul 6 la bârnă și locul 12 la individual compus.

Betty Okino a introdus o mișcare nouă la bârnă, tripla-piruetă, care a rămas cunoscută sub numele ei, „Okino”.
După Olimpiadă s-a retras din viața competițională, la vârsta de 17 ani. Se întoarce în Illinois, unde termină liceul York, apoi absolvă Universitatea din Oklahoma, la secția jurnalism.

## Cariera în film
În prezent locuiește în California. A avut apariții episodice în serialele "The Norm Show", "The District", "Moesha", "Undressed", "Nikki", "Sabrina, the Teenage Witch", "Everybody Hates Chris" și a jucat în filmele Creature Unknown (2004) și Æon Flux (2005).
De asemenea, în 2009, ea a jucat în filmul Avatar în rolurile adiționale.